# 1941 en basket-ball
Chronologie du basket-ball
1940 en basket-ball - 1941 en basket-ball - 1942 en basket-ball
En 1941, le basket-ball en France était marqué par la Seconde Guerre mondiale et l'occupation allemande. Sous le Régime de Vichy, le sport était intégré dans une politique nationaliste, entraînant une réorganisation des compétitions. La saison 1941 a vu trois championnats distincts : zone occupée, non occupée et interdite. La fédération de basket-ball était autorisée, et des joueurs ont prêté serment au maréchal Pétain. Une tournée au Maghreb a également marqué cette période.

## Récapitulatifs des principaux vainqueurs de compétitions 1940-1941

### Masculins
| Europe - France : non disputé. - Grèce : non disputé. - Italie : Ginnastica Triestina. - URSS : non disputé. | Amériques | Afrique, Asie, Océanie |

### Féminines
| Europe - France : non disputé. - Italie : GUF Napoli. | Amériques | Afrique, Asie, Océanie |

## Liens